# سيمون ليتل
سيمون ليتل (بالإنجليزية: Simon Little)‏ هو عازف الباس المزدوج أيرلندي وبريطاني، ولد في 30 سبتمبر 1980.

## وصلات خارجية
- الموقع الرسمي
- سيمون ليتل على موقع ميوزك برينز (الإنجليزية)
- سيمون ليتل على موقع ديسكوغز (الإنجليزية)